# Wong Kar-Wai
Wong Kar-Wai (Chinees: 王家衛 / 王家卫, Hanyu pinyin: Wáng Jiāwèi) (Shanghai, 17 juli 1958) is een Chinees filmregisseur.
Naam in Chinese karakters: 王家衛

Hij is ook bekend als Jiawei Wang of WKW.

## Biografie
Wong Kar-Wai (Wong is zijn familienaam) werd geboren in de Chinese havenstad Shanghai. Toen hij vijf jaar was verhuisde hij met zijn ouders naar Hongkong, maar zijn broer en zus moesten van het communistisch bewind in Shanghai achterblijven. Pas acht jaar later kon hij redelijk Kantonees praten. Hij studeerde aan het Hong Kong Polytechnic College, waar hij in 1980 afstudeerde. Hij kwam in dienst van televisiebedrijf TVB, waar hij televisieseries schreef. Tussen 1982 en 1987 schreef hij mee aan zo'n 50 scripts voor speelfilms. In 1988 regisseerde hij zijn eerste film: 'As Tears Go By'. Hij was in 1997 de eerste Chinees die de onderscheiding voor beste regisseur won op het filmfestival van Cannes. Hij werd in 2005 geridderd in het Franse Legioen van Eer voor zijn filmwerk. In 2006 was hij juryvoorzitter van het Cannes Filmfestival. Hij is getrouwd met de jonge Amerikaanse Esther en heeft één zoon: Cheng.

## Filmografie
- 1988 As Tears Go By (旺角卡門 - Wong gok ka moon)
- 1991 Days of Being Wild (阿飛正傳 - A Fei jing juen)
- 1994 Ashes of Time (東邪西毒 - Dung che sai duk)
- 1994 Chungking Express (重慶森林 - Chung hing sam lam)
- 1995 Fallen Angels (墮落天使 - Duo luo tian shi)
- 1997 Happy Together (春光乍洩 - Cheun gwong tsa sit)
- 2000 In the Mood for Love (花樣年華 - Fa yeung nin wa)
- 2004 Eros (één segment: The Hand) (愛神)
- 2004 2046
- 2007 My Blueberry Nights (期待電影有)
- 2013 The Grandmaster

## Prijzen
- 1991 Days Of Being Wild (Beste regisseur) Hong Kong Film Awards
- 1994 Chungking Express (Fipresci prijs) Stockholm Film Festival
- 1995 Chungking Express (Beste regisseur) Hong Kong Film Awards
- 1995 Ashes Of Time (Beste regisseur) Hong Kong Film Critics Society Awards
- 1995 Ashes Of Time (Beste screenplay) Hong Kong Film Critics Society Awards
- 1997 Happy Together (Beste regisseur) Cannes Filmfestival
- 1997 Happy Together (Publieksprijs) Arizona International Film Festival
- 2000 In The Mood For Love (Beste internationale film) European Film Awards
- 2001 In The Mood For Love (Beste buitenlandse film) César Awards
- 2001 In The Mood For Love (Beste buitenlandse film) Deutscher Filmpreis
- 2001 In The Mood For Love (Beste regisseur) Hong Kong Film Critics Society Awards
- 2001 In The Mood For Love (Beste film) Valdivia International Film Festival
- 2002 In The Mood For Love (Beste buitenlandse film) ACC de Argentina
- 2002 In The Mood For Love (Beste buitenlandse film) Fotogramas de Plata
- 2004 2046 (Beste internationale film) European Film Awards
- 2005 2046 (Beste buitenlandse film) Mainichi Film Concours
- 2005 2046 (Beste buitenlandse film) Sant Jordi Awards